# Вічнозелені ліси Південної Кореї
Вічнозелені ліси Південної Кореї (ідентифікатор WWF: PA0439) — палеарктичний екорегіон помірних широколистяних та мішаних лісів, розташований у Південній Кореї.

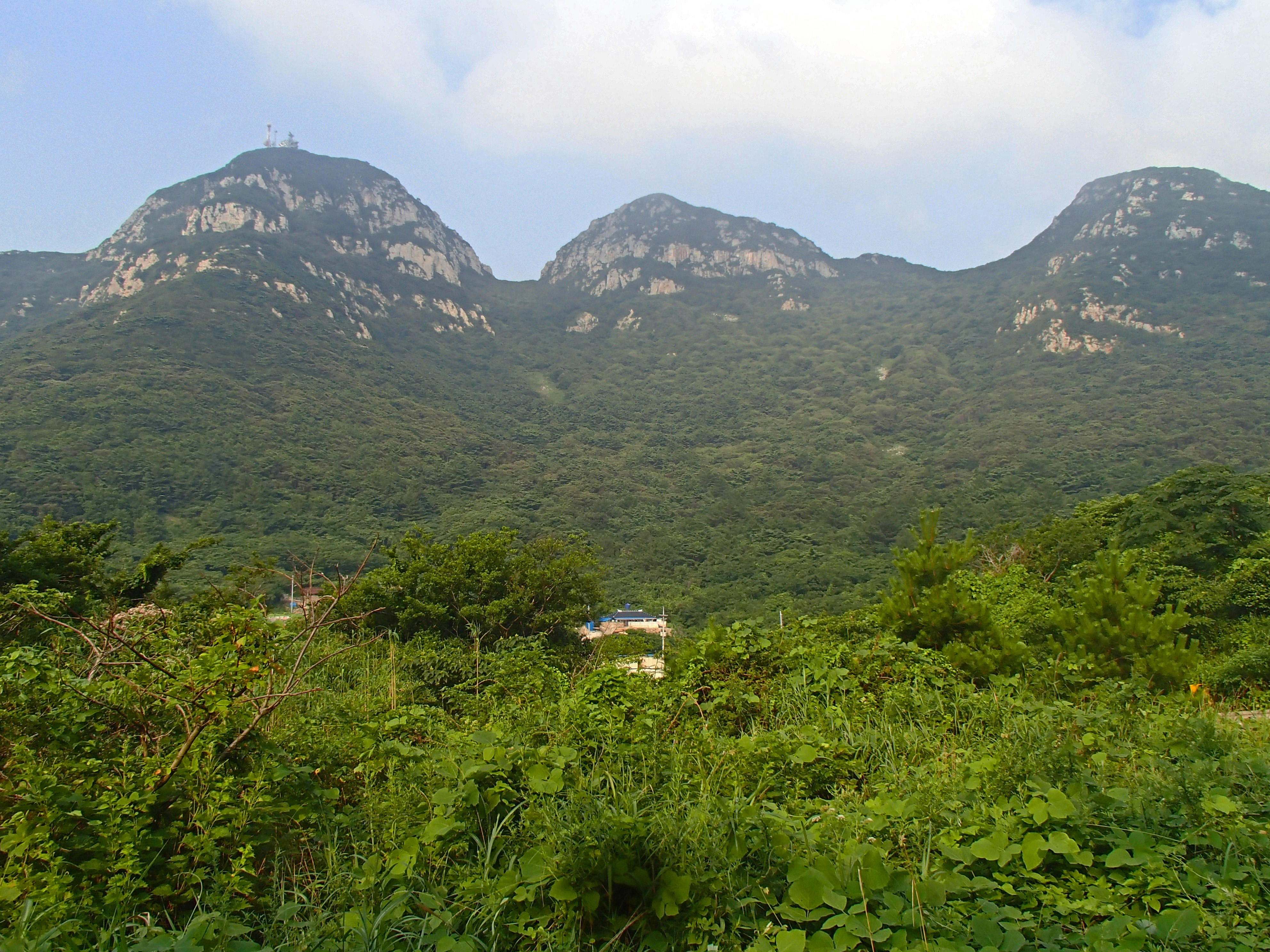
Гори на острові Хиксандо (Національний парк Національний парк Тадохехесан)

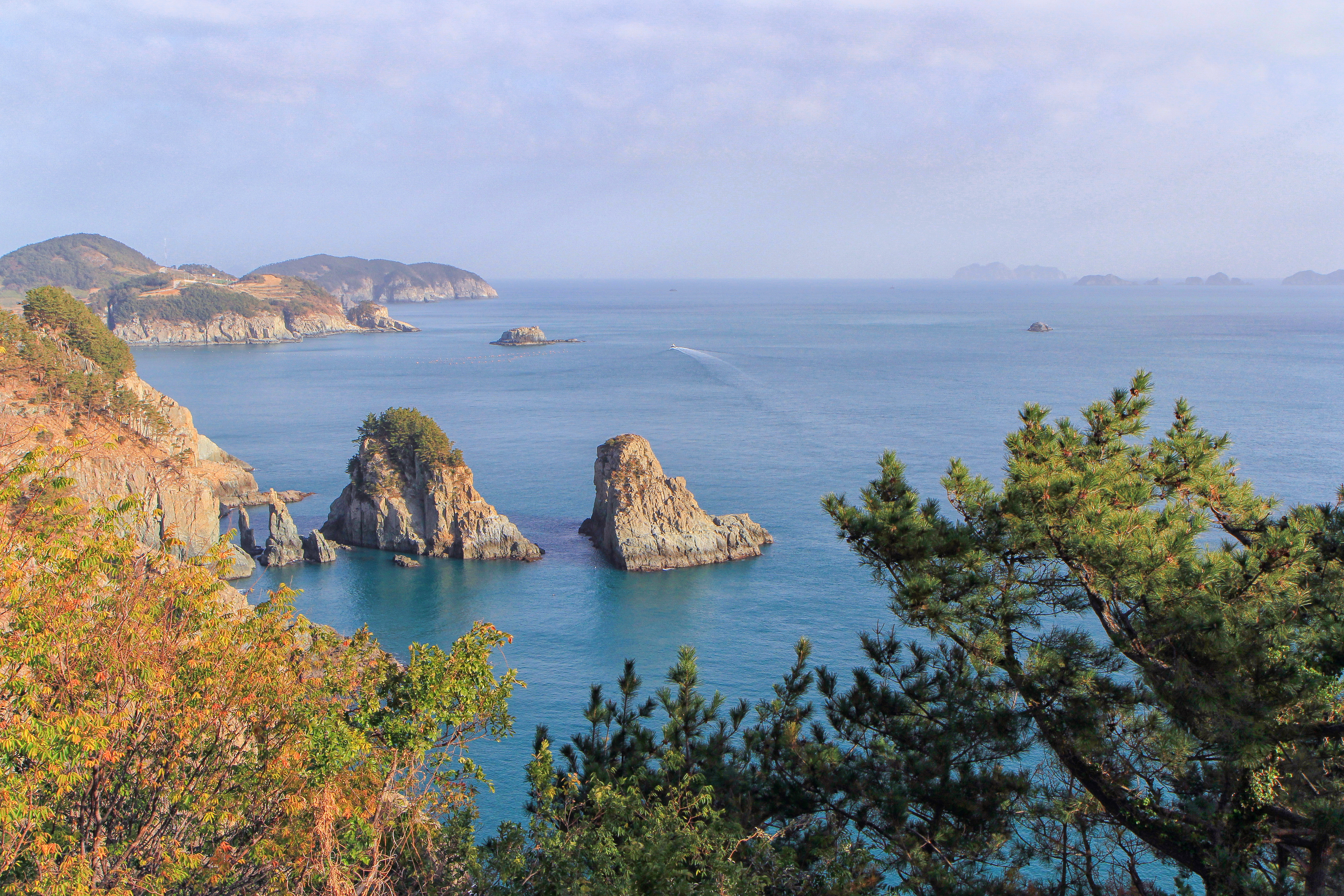
Ландшафт Національного парку Національний парк Халльохесан

## Географія
Екорегіон вічнозелених лісів Південної Кореї охоплює території, розташовані на крайньому півдні Корейського півострова, розташовані на південь від 35°30' північної широти. Крім того, екорегіон охоплює численні острови Корейського архіпелагу, в Корейській протоці, острів Чеджудо, розташований між Жовтим і Східнокитайським морями, в 60 км на південь від Кореї, та острів Уллиндо, розташований в Японському морі, за 135 км на схід від Кореї. Вершиною вулканічного острова Чеджудо є гора Халласан висотою 1950 м, яка є найвищою вершиною Південної Кореї. 

## Клімат
На більшій частині екорегіону переважає вологий субтропічний клімат (Cfa або Cwa за класифікацією кліматів Кеппена), який є більш теплим та м'яким, ніж клімат решти Південної Кореї. Літо вологе і спекотне, зима м'яка і прохолодна. Середньорічна температура становить 14 °C, середня температура липня — 25 °C, а середня температура січня — 2,5 °C. Взимку переміщення континентальних повітряних мас з глибин Азії призводить до низьких температур і низької кількості опадів. На південному узбережжі Кореї взимку іноді можуть траплятися снігопади, однак сніг зазвичай швидко тане. Середньорічна кількість опадів в екорегіоні становить близько 1500 мм, більшість з яких випадає в період з червня по вересень, під час літніх мусонів. Хоча Корейський півострів зазнає впливу тайфунів, він менш вразливий до них, ніж інші частини Східної Азії, такі як Японія, Тайвань і східне узбережжя Китаю.

## Флора
Основними рослинними угрупованнями екорегіону є вічнозелені широколистяні субтропічні ліси, в яких переважають представники родин Лаврові (Lauraceae) та Букові (Fagaceae). Флористично ці ліси є подібними до інших лаврових лісів, які колись простягалися широким поясом від Японії та Тайваню до Східних Гімалаїв та гір Північного Індокитаю. Понад 90 % родів дерев, що найчастіше зустрічаються у вічнозелених лісах Південної Кореї, зустрічаються на заході китайської провінції Юньнань, а 80 % з них зустрічаються в передгір'ях Гімалаїв у Непалі. Раніше субтропічні ліси Кореї простягалися далі на північ, ніж зараз. Наразі значна частина лісів екорегіону знищена, а на їх місці створені сільськогосподарські угіддя. Первинні ліси збереглися переважно у віддалених гірських районах.
Основу лісів, що ростуть в долинах екорегіону, серед гранітних та гнейсових відслонень, складають рідкоцвіті граби (Carpinus laxiflora). Серед інших дерев, що зустрічаються в лісах регіону, слід відзначити китайський вічнозелений дуб (Quercus myrsinifolia), японський вічнозелений дуб (Quercus acuta), японський кастанопсіс (Castanopsis cuspidata), великоніжковий вочелистник (Daphniphyllum macropodum), падуб мочі (Ilex integra), східноазійську еврію (Eurya japonica), японське сирне дерево (Pittosporum tobira), солодку калину (Viburnum odoratissimum var. awabuki) та камфорний коричник (Camphora officinarum), а також різні види елеокарпусів (Elaeocarpus spp.) та неоліцей (Neolitsea spp.). Дерева в лісах регіону часто оповиті плющем (Hedera spp.) та іншими ліанами.
Характерним представником екорегіону є червоний махілус (Machilus thunbergii). Ці величні лаври часто під впливом солоного берегового бризу набувають скрученого та вузлуватого вигляду. Також в екорегіоні зустрічаються японські камелії (Camellia japonica), безліч сортів якої вирощується по всьому світу як декоративні рослини. Серед інших декоративних рослин, що зустрічаються в дикій природі на острові Чеджудо, слід відзначити гніздовий селезінник (Asplenium nidus), азійський крінум (Crinum asiaticum) та японську фатсію (Fatsia japonica). Також в лісах Чеджудо зустрічаються майже ендемічні японські торреї (Torreya nucifera).

## Фауна
У Південній Кореї мешкає близько 280 видів птахів, з яких 111 видів є зимуючими, а 90 видів — перелітними птахами, які трапляються в країні взимку та навесні. Більшість птахів Південної Кореї або гніздиться у вічнозелених лісах регіону, або відвідує їх взимку, оскільки клімат в них найбільш м'який. На Чеджудо мешкає 207 видів і підвидів птахів, а на Уллиндо — 54 види. Серед поширених в екорегіоні птахів слід відзначити рідкісну корейську білочереву жовну (Dryocopus javensis richardsi), китайську піту (Pitta nympha) та звичайного фазана (Phasianus colchicus). В долинах річок, на солоноводних і прісноводних болотах гніздяться та зимують рідкісні японські журавлі (Grus japonensis) та даурські журавлі (Antigone vipio). Ендеміком Чеджудо є підвид білоспинного дятла Dendrocopos leucotos quelpartensis, а ендеміками Уллиндо — підвид білоспинного дятла Dendrocopos leucotos takahashii та підвид далекосхідної синиці Parus minor dageletensis. Серед майже ендемічних представників екорегіону слід відзначити чорних голубів (Columba janthina).
На острові Чеджудо мешкає 17 видів ссавців, зокрема азійські сарни (Capreolus pygargus), малі ласиці (Mustela nivalis) та різноманітні гризуни, які живуть поряд з людьми або терплять їхню присутність. Раніше на острові також зустрічалися дикі свині (Sus scrofa) та бенгальські коти (Prionailurus bengalensis), однак наразі вони вимерли. Герпетофауна острову нараховує 8 видів земноводних і плазунів. На Уллиндо місцеві амфібії та плазуни відсутні.

## Збереження
Оцінка 2017 року показала, що 630 км², або 4 % екорегіону, є заповідними територіями. Природоохоронні території включають: Національний парк Тадохехесан, Національний парк Халльохесан та Національний парк Волчулсан на Корейському півострові, а також Національний парк Халласан на острові Чеджудо.